# Franchise (ondernemen)

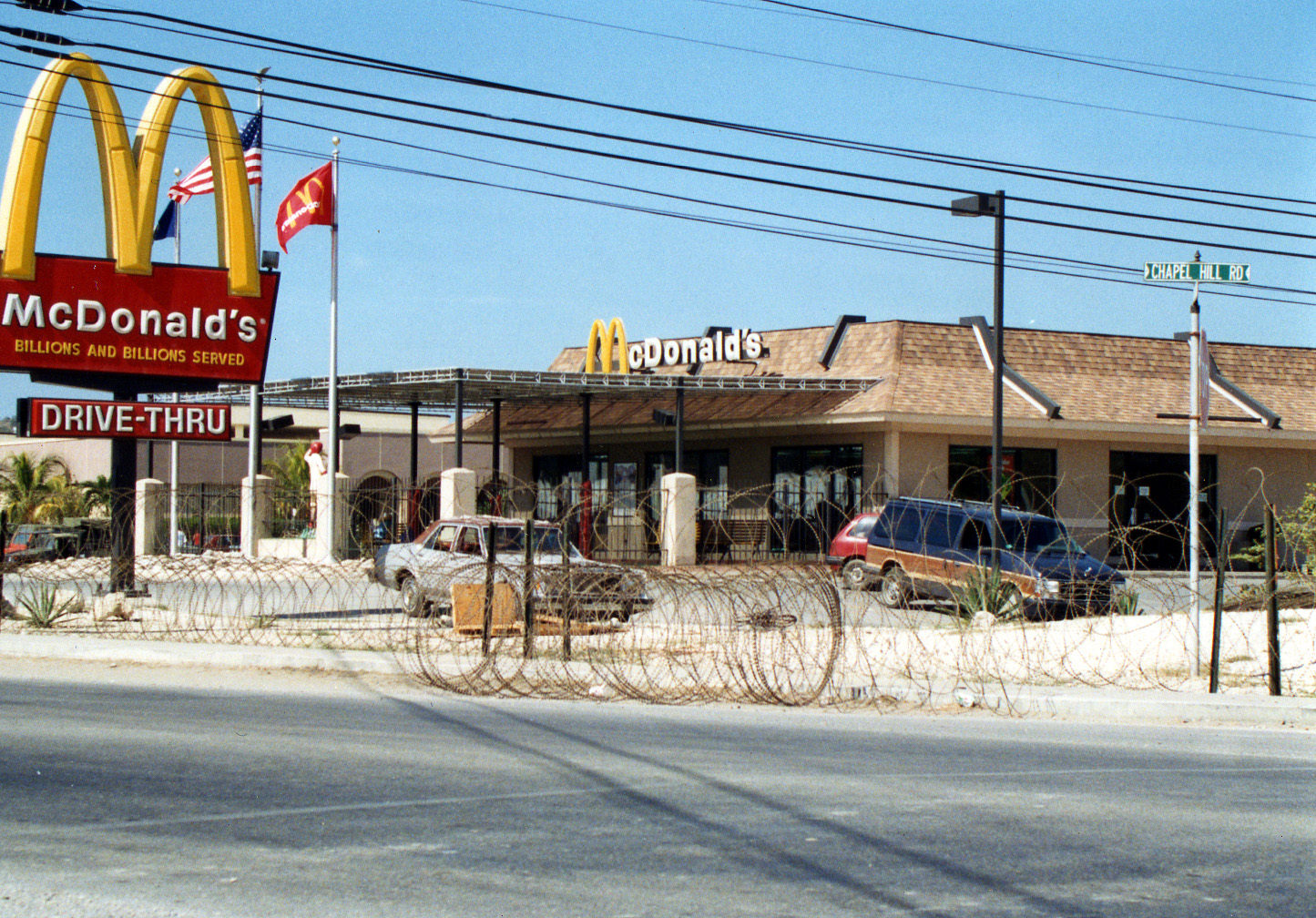
Franchise van McDonald's

Franchise is een methode van zakendoen waarbij een ondernemer (de franchisenemer) een contract sluit met de eigenaar van een handelsnaam (de franchisegever) die de franchisenemer het recht geeft om tegen betaling een of meer zaken met die handelsnaam te exploiteren. Dit wordt veel gedaan bij supermarktketens en fastfoodrestaurants zoals McDonald's en komt ook voor bij dienstverlenende bedrijven, zoals makelaardijen.
Het van oorsprong Franse woord franchise (vrijdom) is via het Engels in het Nederlands terechtgekomen, en is afgeleid van franc (vrij). Het franchisecontract bevat het handelsconcept van de franchisegever waarin het verboden wordt voor de franchisenemer om van dit centraal gestuurde concept af te wijken. Het staat de franchisegever vrij om veranderingen in het concept door te voeren.

## Franchisebedrijf en filiaalbedrijf
Een filiaal van het moederbedrijf lijkt op een vestiging van een franchisebedrijf, maar een filiaal van het moederbedrijf wordt geleid door een werknemer van het moederbedrijf, en een vestiging van een franchisebedrijf wordt geleid door de ondernemer van het franchisebedrijf, of een van zijn werknemers.
Kenmerkend voor een franchisecontract is het gebruik van een herkenbare formule. Bijvoorbeeld, alle Albert Heijn-supermarkten in Nederland zijn voor de consument als 'Albert Heijn' herkenbaar. Ruim 500 van deze supermarkten zijn filialen, dat wil zeggen eigendom van het moederbedrijf Ahold Delhaize, maar 200 Albert Heijn-winkels zijn eigendom van zelfstandige franchisenemers, zoals de Albert Heijn to go's. Voor de consument evenwel is het verschil niet of nauwelijks merkbaar.

## Onderdelen van een franchisecontract
Een franchisenemer heeft naast het recht om de naam van de franchiseketen te gebruiken ook verplichtingen. Die verplichtingen kunnen het volgende inhouden (dit verschilt per contract):
- De verplichting om alleen de producten van de franchisegever te verkopen.
- De verplichting om voor een geschikt pand op een geschikte locatie te zorgen. Soms wordt het pand ook gehuurd van de franchisegever.
- De verplichting het bedrijf in te richten volgens de huisstijl van de franchisegever.
- De verplichting de voorwaarden van de franchisegever te volgen.
- De verplichting om de administratie door de franchisegever te laten uitvoeren.
- De verplichting om mee te betalen en deel te nemen aan marketingacties.
- De verplichting om bepaalde automatisering te gebruiken.
- Verplichtingen tot herinvestering.
- Verplichtingen om de kwaliteit te garanderen.

## Voordelen[1]

### Voordelen voor de franchisenemer
- Het opstarten van een bedrijf wordt vereenvoudigd, doordat het publiek reeds vertrouwd is met de formule.
- De franchisenemer heeft het (alleen)recht om de handelsnaam te gebruiken in een bepaald gebied.
- De franchisenemer kan meteen een compleet beproefd product- of dienstenpakket aanbieden.
- De bekendheid van het merk wordt gesteund en beschermd door de marketingactiviteiten van de franchisegever.
- Het is gemakkelijker om leningen aan te gaan voor het bedrijf, omdat het ondernemersrisico beperkt is.
- De franchisenemer behoudt zijn zelfstandigheid. Hij is eigen baas.
- De franchisegever biedt vaak trainingen aan voor het personeel en coaching voor de franchisenemer.

### Voordelen voor de franchisegever
- De franchisegever profiteert van de inzet van de franchisenemer voor diens eigen bedrijf.
- De franchisegever hoeft geen uitgebreid filiaalsysteem op te zetten.
- De franchisegever kan met een beperkt kapitaal zijn product en knowhow op grote schaal op de markt introduceren.
- De franchisegever loopt beperkt risico bij uitbreiding door middel van franchisecontracten doordat er weinig eigen kapitaal mee gemoeid is.

## Nadelen[2]

### Nadelen voor de franchisenemer
- Het alleenrecht om de handelsnaam in een bepaald gebied te gebruiken dat franchisenemer in veel gevallen (niet altijd) krijgt, brengt niet automatisch de vertrouwdheid van de formule bij het publiek met zich mee.
- De franchisenemer kan gebruikmaken van een bewezen systeem, of het in het contractueel bepaalde gebied opnieuw bewezen kan worden, staat op voorhand niet vast.
- De franchisenemer moet zich conformeren aan richtlijnen en procedures van exploitatie van de franchisegever.
- De franchisenemer betaalt voor het gebruik van het franchisesysteem.
- De franchisenemer investeert om mee te mogen doen aan de franchise, de zogenaamde entree- of instapvergoeding.
- De franchisenemer blijft 100% eigenaar van het ondernemersrisico, tenzij nadrukkelijk andere afspraken daarover in het franchisecontract worden opgenomen.
- De franchisenemer kan contractueel verboden worden om concurrerende activiteiten te ontplooien
- Wanneer het bedrijf van de franchisenemer moet worden verkocht, kan laatstgenoemde geen winst krijgen door zijn eigen zaaknaamsbekendheid daarbij te verkopen, want die heeft hij niet. Hij werkt uitsluitend onder de naam van de franchisegever. Behalve de flinke investeringen aan de franchisegever die hij meestal blijft doen, levert verkoop van zijn bedrijf hem dus niets op (kost dus feitelijk ook hierdoor geld).

## Franchise voor nieuwe formules
Soms heeft iemand bijzonder veel succes met een nieuw soort winkel of dienstverlenend bedrijf. In plaats van het openen van nieuwe filialen in andere steden en landen, kan men franchisecontracten aanbieden. Dit wordt meestal voorafgegaan door een pilotstudie.

## Pilot
De pilot heeft als doel om te controleren of de franchiseformule ook werkt in een andere stad of ander land. Contract en handboek worden na de pilot onder de loep genomen om te kijken of er veranderingen aangebracht moeten worden.

## Handboek
Het handboek is het document dat de franchisenemer ter hand neemt om te zien hoe zijn onderneming moet worden gerund. Hierin staat de gehele formule omschreven, inclusief kleurgebruik, debiteurenbeleid en klachtenafhandeling.

## Nederland
Franchise is geregeld in Titel 16 van Boek 7 van het Nederlandse Burgerlijk Wetboek. De Wet franchise heeft deze Titel per 1 januari 2021 aan Boek 7 toegevoegd.
De wet definieert de franchiseovereenkomst als de overeenkomst waarbij de franchisegever aan een franchisenemer tegen vergoeding het recht verleent en de verplichting oplegt om een franchiseformule op de door de franchisegever aangewezen wijze te exploiteren voor de productie of verkoop van goederen dan wel het verrichten van diensten.
De wet legt nadruk op vier onderdelen:
- De uitwisseling van informatie ten minste 4 weken voordat het franchisecontract getekend wordt.
- De tussentijdse wijziging van een lopende franchiseovereenkomst.
- Het overleg tussen franchisegever en zijn franchisenemers.
- De beëindiging van de franchisesamenwerking.[5]

## Mededingingswet
De mededingingswet verbiedt de franchisegever:
- Het voorschrijven van maximumprijzen of -tarieven
- Kartelvorming
- Misbruik van economische machtspositie

## Bezwaren tegen het franchisesysteem
Het komt voor dat dubieuze franchisegevers profiteren van mensen die heel graag een eigen bedrijf willen beginnen en deze onredelijke contracten aanbieden. De franchisenemer moet bijvoorbeeld om te beginnen al een heel grote partij goederen afnemen terwijl twijfelachtig is of hij die goederen wel kwijt kan raken.
Ook bestaan franchisegevers die er slechts op uit zijn om zo veel mogelijk franchisenemers te laten betalen en daarvoor een twijfelachtige succesformule aanbieden. De dubieuze franchisegever verdwijnt met het geld of pareert klachten met het verweer dat ondernemers voor hun eigen winst verantwoordelijk zijn. Anderzijds komt het ook wel voor dat een franchisegever, erop gebrand snel uit te breiden, franchisenemers accepteert die eigenlijk niet geschikt zijn hiervoor. Bijvoorbeeld omdat ze geen ondernemingskarakter hebben, of de aanloopkosten niet kunnen betalen. Een goede, verstandige en betrouwbare franchisegever laat zijn franchisenemers eerst een selectieprocedure doorlopen voor hij ze accepteert.
Het succes van franchiseformules heeft eraan bijgedragen dat veel winkelcentra en -straten op elkaar lijken, met allemaal dezelfde winkels (een verschijnsel dat in Nederland wel verblokkering heet, naar de winkelketen Blokker).